# Crotalaria orthoclada
Crotalaria orthoclada är en ärtväxtart som beskrevs av John Gilbert Baker. Crotalaria orthoclada ingår i släktet sunnhampor, och familjen ärtväxter. Inga underarter finns listade i Catalogue of Life.